# 尼奈斯港市镇
尼奈斯港市镇（瑞典語：Nynäshamns kommun）是瑞典中东部斯德哥尔摩省的一个市镇。其治所位于尼奈斯港。至2006年年底，该市镇共有24,992名居民。